# 2015-ös szingapúri műugró-Grand Prix-verseny
A Nemzetközi Úszószövetség (FINA) 2015-ben a 21. alkalommal rendezte meg október 16. és október 18. között a műugró-Grand Prix-versenysorozatot, melynek hetedik állomása a délkelet-ázsiai Szingapúr volt.

## Eredmények

### Éremtáblázat
| #        | nemzet             | arany | ezüst | bronz | összesen |
| 1        | Kína               | 9     | 3     | 1     | 13       |
| 2        | Egyesült Királyság | 1     | 0     | 0     | 1        |
| 3        | Ukrajna            | 0     | 3     | 1     | 4        |
| 4        | Ausztrália         | 0     | 1     | 4     | 5        |
| 5        | Egyiptom           | 0     | 1     | 2     | 3        |
| 6        | Indonézia          | 0     | 1     | 1     | 2        |
| 7        | Észak-Korea        | 0     | 1     | 0     | 1        |
| 8        | Svédország         | 0     | 0     | 1     | 1        |
| összesen | összesen           | 10    | 10    | 10    | 30       |

### Éremszerzők
| versenyszám          | arany                                                   | ezüst                                           | bronz                                       |
| férfiak              |                                                         |                                                 |                                             |
| 3 m                  | Peng Csien-feng (Peng Jianfeng)                         | Csung Jü-ming (Zhong Yuming)                    | Matthew Carter                              |
| 3 m szinkron         | Li Ja-nan (Li Yanan) / Csung Jü-ming (Zhong Yuming)     | Neuman Mohamed / Fawzy Emaldeldin               | Putra Rafi Aldinsyah / Subekti Ahmad        |
| 10 m                 | Vang An-csi (Wang Anqi)                                 | Kao Ang (Gao Ang)                               | Jesper Tolvers                              |
| 10 m szinkron        | Kao Ang (Gao Ang) / Vang An-csi (Wang Anqi)             | Muhammad Nasrullah / Nico Abdillah Luthfi       | Youssef Ezzat / Mohab Mohymen Ishak         |
| nők                  |                                                         |                                                 |                                             |
| 3 m                  | Vu Csun-ting (Wu Chunting)                              | Anasztaszija Negyobiga                          | Naomi Gowlett                               |
| 3 m szinkron         | Hszü Cse-huan (Xu Zhihuan) / Vu Csun-ting (Wu Chunting) | Viktorija Keszar / Anasztaszija Negyobiga       | Georgia Sheehan / Naomi Gowlett             |
| 10 m                 | Lois Toulson                                            | Vang Han (Wang Han)                             | Vang Jing (Wang Ying)                       |
| 10 m szinkron        | Vang Jing (Wang Ying) / Vang Han (Wang Han)             | Cshö Hjang (Choe Hyang) / Kim Mine (Kim Mi-rae) | Hanna Krasznoslik / Vlada Tacsenko          |
| vegyes csapatverseny |                                                         |                                                 |                                             |
| 3 m szinkron         | Li Ja-nan (Li Yanan) / Vu Csun-ting (Wu Chunting)       | Oleg Kologyij / Anasztaszija Negyobiga          | Kurtis Matthews / Naomi Gowlett             |
| 10 m szinkron        | Jing Vang (Ying Wang) / Vang An-csi (Wang Anqi)         | Kurtis Matthews / Laura Hingston                | Mohab Mohymen Ishak / Maha Abdelsalam Gouda |

## A versenyen részt vevő nemzetek
A Grand Prix-n 9 nemzet 46 sportolója – 19 férfi és 27 nő – vett részt, az alábbi megbontásban:
| Részt vevő nemzetek férfi / nő megbontásban | Részt vevő nemzetek férfi / nő megbontásban | Részt vevő nemzetek férfi / nő megbontásban | Részt vevő nemzetek férfi / nő megbontásban | Részt vevő nemzetek férfi / nő megbontásban | Részt vevő nemzetek férfi / nő megbontásban | Részt vevő nemzetek férfi / nő megbontásban | Részt vevő nemzetek férfi / nő megbontásban | Részt vevő nemzetek férfi / nő megbontásban |
| ------------------------------------------- | ------------------------------------------- | ------------------------------------------- | ------------------------------------------- | ------------------------------------------- | ------------------------------------------- | ------------------------------------------- | ------------------------------------------- | ------------------------------------------- |
| nemzet                                      | F                                           | N                                           | nemzet                                      | F                                           | N                                           | nemzet                                      | F                                           | N                                           |
| Ausztrália                                  | 2                                           | 5                                           | Észak-Korea                                 | 0                                           | 2                                           | Svédország                                  | 1                                           | 0                                           |
| Egyesült Királyság                          | 0                                           | 2                                           | Indonézia                                   | 4                                           | 2                                           | Szingapúr                                   | 0                                           | 4                                           |
| Egyiptom                                    | 5                                           | 3                                           | Kína                                        | 5                                           | 5                                           | Ukrajna                                     | 2                                           | 4                                           |

F = férfi, N = nő

## Versenyszámok

### Férfiak

#### 3 méteres műugrás
| #  | Ország     | Név                             | Selejtező | Selejtező | Középdöntő | Középdöntő | Középdöntő | Középdöntő | Döntő   | Döntő  |
| #  | Ország     | Név                             | Selejtező | Selejtező | A          | A          | B          | B          | Döntő   | Döntő  |
| #  | Ország     | Név                             | Rangsor   | Pontok    | Rangsor    | Pontok     | Rangsor    | Pontok     | Rangsor | Pontok |
| -- | ---------- | ------------------------------- | --------- | --------- | ---------- | ---------- | ---------- | ---------- | ------- | ------ |
|    | Kína       | Peng Csien-feng (Peng Jianfeng) | 1         | 491,95    |            |            | 1          | 448,65     | 1       | 515,70 |
|    | Kína       | Csung Jü-ming (Zhong Yuming)    | 2         | 449,70    | 1          | 414,85     |            |            | 2       | 390,85 |
|    | Ausztrália | Matthew Carter                  | 7         | 335,70    |            |            | 3          | 383,10     | 3       | 390,70 |
| 4  | Ukrajna    | Oleg Kologyij                   | 3         | 381,80    |            |            | 2          | 406,45     | 4       | 372,75 |
| 5  | Ausztrália | Kurtis Matthews                 | 6         | 336,45    | 2          | 343,35     |            |            | 5       | 368,70 |
| 6  | Svédország | Jesper Tolvers                  | 4         | 370,00    | 3          | 342,25     |            |            | 6       | 340,95 |
|    |            |                                 |           |           |            |            |            |            |         |        |
| 7  | Egyiptom   | Fawzy Emaldeldin                | 5         | 363,10    |            |            | 4          | 372,30     |         |        |
| 8  | Egyiptom   | Mohab Mohymen Ishak             | 8         | 335,25    | 4          | 279,20     |            |            |         |        |
| 9  | Ukrajna    | Sztaniszlav Olifercsuk          | 9         | 309,25    |            |            | 5          | 327,85     |         |        |
| 10 | Indonézia  | Putra Rafi Aldinsyah            | 10        | 260,25    | 5          | 263,35     |            |            |         |        |

#### 3 méteres szinkronugrás
| # | Ország    | Név                                                 | Pontok |
| - | --------- | --------------------------------------------------- | ------ |
|   | Kína      | Li Ja-nan (Li Yanan) / Csung Jü-ming (Zhong Yuming) | 389,85 |
|   | Egyiptom  | Neuman Mohamed / Fawzy Emaldeldin                   | 306,12 |
|   | Indonézia | Putra Rafi Aldinsyah / Subekti Ahmad                | 271,56 |

#### 10 méteres toronyugrás
| # | Ország     | Név                     | Selejtező | Selejtező | Döntő   | Döntő  |
| # | Ország     | Név                     | Rangsor   | Pontok    | Rangsor | Pontok |
| - | ---------- | ----------------------- | --------- | --------- | ------- | ------ |
|   | Kína       | Vang An-csi (Wang Anqi) | 1         | 413,50    | 1       | 478,45 |
|   | Kína       | Kao Ang (Gao Ang)       | 2         | 410,00    | 2       | 415,30 |
|   | Svédország | Jesper Tolvers          | 4         | 341,45    | 3       | 380,90 |
| 4 | Ausztrália | Kurtis Matthews         | 3         | 342,80    | 4       | 358,15 |
| 5 | Indonézia  | Nico Abdillah Luthfi    | 6         | 323,20    | 5       | 348,35 |
| 6 | Egyiptom   | Mohab Mohymen Ishak     | 5         | 327,90    | 6       | 339,00 |
|   |            |                         |           |           |         |        |
| 7 | Egyiptom   | Youssef Ezzat           | 7         | 321,85    |         |        |

#### 10 méteres szinkronugrás
| # | Ország    | Név                                         | Pontok |
| - | --------- | ------------------------------------------- | ------ |
|   | Kína      | Kao Ang (Gao Ang) / Vang An-csi (Wang Anqi) | 376,47 |
|   | Indonézia | Muhammad Nasrullah / Nico Abdillah Luthfi   | 320,94 |
|   | Egyiptom  | Youssef Ezzat / Mohab Mohymen Ishak         | 209,73 |

### Nők

#### 3 méteres műugrás
| #  | Ország             | Név                        | Selejtező | Selejtező | Középdöntő | Középdöntő | Középdöntő | Középdöntő | Döntő   | Döntő  |
| #  | Ország             | Név                        | Selejtező | Selejtező | A          | A          | B          | B          | Döntő   | Döntő  |
| #  | Ország             | Név                        | Rangsor   | Pontok    | Rangsor    | Pontok     | Rangsor    | Pontok     | Rangsor | Pontok |
| -- | ------------------ | -------------------------- | --------- | --------- | ---------- | ---------- | ---------- | ---------- | ------- | ------ |
|    | Kína               | Vu Csun-ting (Wu Chunting) | 1         | 336,60    |            |            | 1          | 330,65     | 1       | 339,75 |
|    | Ukrajna            | Anasztaszija Negyobiga     | 3         | 272,95    |            |            | 2          | 293,20     | 2       | 316,85 |
|    | Ausztrália         | Naomi Gowlett              | 4         | 270,40    | 3          | 246,15     |            |            | 3       | 296,35 |
| 4  | Ausztrália         | Georgia Sheehan            | 6         | 244,30    | 2          | 292,90     |            |            | 4       | 294,45 |
| 5  | Egyesült Királyság | Katherine Torrance         | 5         | 252,55    |            |            | 3          | 269,15     | 5       | 284,40 |
| 6  | Kína               | Hszü Cse-huan (Xu Zhihuan) | 2         | 303,25    | 1          | 323,10     |            |            | 6       | 284,05 |
|    |                    |                            |           |           |            |            |            |            |         |        |
| 7  | Egyiptom           | Habiba Ashraf Kamal        | 7         | 237,40    |            |            | 4          | 244,50     |         |        |
| 8  | Egyiptom           | Maha Khaled Eissa          | 9         | 217,30    |            |            | 5          | 206,65     |         |        |
| 9  | Szingapúr          | Kay Yian Fong              | 8         | 228,75    | 4          | 194,10     |            |            |         |        |
| 10 | Szingapúr          | Ashlee Tan                 | 10        | 164,40    | 5          | 187,45     |            |            |         |        |

#### 3 méteres szinkronugrás
| # | Ország     | Név                                                     | Pontok |
| - | ---------- | ------------------------------------------------------- | ------ |
|   | Kína       | Hszü Cse-huan (Xu Zhihuan) / Vu Csun-ting (Wu Chunting) | 287,10 |
|   | Ukrajna    | Viktorija Keszar / Anasztaszija Negyobiga               | 282,60 |
|   | Ausztrália | Georgia Sheehan / Naomi Gowlett                         | 269,07 |
| 4 | Szingapúr  | Ashlee Tan / Kay Yian Fong                              | 231,78 |
| 5 | Egyiptom   | Maha Abdelsalam Gouda / Habiba Ashraf Kamal             | 229,80 |

#### 10 méteres toronyugrás
| #  | Ország             | Név                     | Selejtező | Selejtező | Középdöntő | Középdöntő | Középdöntő | Középdöntő | Döntő   | Döntő  |
| #  | Ország             | Név                     | Selejtező | Selejtező | A          | A          | B          | B          | Döntő   | Döntő  |
| #  | Ország             | Név                     | Rangsor   | Pontok    | Rangsor    | Pontok     | Rangsor    | Pontok     | Rangsor | Pontok |
| -- | ------------------ | ----------------------- | --------- | --------- | ---------- | ---------- | ---------- | ---------- | ------- | ------ |
|    | Egyesült Királyság | Lois Toulson            | 1         | 337,60    |            |            | 1          | 303,90     | 1       | 345,25 |
|    | Kína               | Vang Han (Wang Han)     | 2         | 315,50    | 2          | 296,90     |            |            | 2       | 342,70 |
|    | Kína               | Vang Jing (Wang Ying)   | 3         | 303,70    |            |            | 3          | 280,50     | 3       | 302,60 |
| 4  | Ukrajna            | Hanna Krasznoslik       | 9         | 246,55    |            |            | 2          | 280,80     | 4       | 300,25 |
| 5  | Észak-Korea        | Kim Mine (Kim Mi-rae)   | 4         | 289,75    | 1          | 333,60     |            |            | 5       | 290,80 |
| 6  | Ausztrália         | Brittany Broben         | 6         | 258,10    | 3          | 277,35     |            |            | 6       | 239,80 |
|    |                    |                         |           |           |            |            |            |            |         |        |
| 7  | Ausztrália         | Teju Williamson         | 5         | 285,95    |            |            | 4          | 269,70     |         |        |
| 8  | Egyiptom           | Maha Abdelsalam Gouda   | 7         | 254,50    |            |            | 5          | 257,10     |         |        |
| 9  | Észak-Korea        | Cshö Hjang (Choe Hyang) | 8         | 248,80    | 4          | 244,20     |            |            |         |        |
| 10 | Szingapúr          | Myra Lee                | 11        | 223,55    |            |            | 6          | 228,55     |         |        |
| 11 | Szingapúr          | Freida Lim              | 10        | 236,55    | 5          | 227,50     |            |            |         |        |
|    |                    |                         |           |           |            |            |            |            |         |        |
| 12 | Indonézia          | Della Dinarsari         | 12        | 176,70    |            |            |            |            |         |        |
| 13 | Indonézia          | Linar Betiliana         | 13        | 150,70    |            |            |            |            |         |        |

#### 10 méteres szinkronugrás
| # | Ország      | Név                                             | Pontok |
| - | ----------- | ----------------------------------------------- | ------ |
|   | Kína        | Vang Jing (Wang Ying) / Vang Han (Wang Han)     | 288,00 |
|   | Észak-Korea | Cshö Hjang (Choe Hyang) / Kim Mine (Kim Mi-rae) | 282,90 |
|   | Ukrajna     | Hanna Krasznoslik / Vlada Tacsenko              | 264,54 |
| 4 | Szingapúr   | Myra Lee / Freida Lim                           | 251,67 |
| 5 | Ausztrália  | Brittany Broben / Laura Hingston                | 209,64 |

### Vegyes csapatverseny

#### Vegyes 3 méteres szinkronugrás
| # | Ország     | Név                                               | Pontok |
| - | ---------- | ------------------------------------------------- | ------ |
|   | Kína       | Li Ja-nan (Li Yanan) / Vu Csun-ting (Wu Chunting) | 289,50 |
|   | Ukrajna    | Oleg Kologyij / Anasztaszija Negyobiga            | 279,90 |
|   | Ausztrália | Kurtis Matthews / Naomi Gowlett                   | 278,01 |
| 4 | Egyiptom   | Sherif Mohamed / Habiba Ashraf Kamal              | 239,43 |

#### Vegyes 10 méteres szinkronugrás
| # | Ország     | Név                                             | Pontok |
| - | ---------- | ----------------------------------------------- | ------ |
|   | Kína       | Jing Vang (Ying Wang) / Vang An-csi (Wang Anqi) | 312,60 |
|   | Ausztrália | Kurtis Matthews / Laura Hingston                | 227,28 |
|   | Egyiptom   | Mohab Mohymen Ishak / Maha Abdelsalam Gouda     | 218,40 |